# Квіткоїд темно-сірий
Квіткоїд темно-сірий (Dicaeum sanguinolentum) — вид горобцеподібних птахів родини квіткоїдових (Dicaeidae).

## Поширення
Ендемік Індонезії. Трапляється на Яві та деяких Малих Зондських островах. Його природні місця проживання — субтропічні або тропічні вологі низовинні ліси та субтропічні або тропічні вологі гірські ліси.

## Спосіб життя
Як і інші квіткоїди, харчується переважно фруктами, особливо інжиром та омелою. Він також доповнює свій раціон павуками. Здобування корму здійснюється в кронах дерев поодинці або парами.

## Підвиди
Таксон включає чотири підвиди:
- D. s. sanguinolentum Temminck, 1829 — Ява & Балі
- D. s. rhodopygiale Rensch, 1928 — Флорес
- D. s. wilhelminae Büttikofer, 1892  — Сумба
- D. s. hanieli Hellmayr, 1912 — Тимор